# Armas de destrucción masiva en Rusia
Rusia posee las mayores reservas de armas de destrucción masiva en el mundo. El país declaró un arsenal de 28 000 toneladas de armas químicas en 2008. De acuerdo con el Nuclear Notebook, Rusia tenía 5200 armas nucleares desplegadas a principios de 2008, haciendo a sus reservas las más grandes del mundo. Otras fuentes, tales como Alexander Khramchikhin, un analista del Instituto de Estudios Políticos y Análisis Militares, dijo que Rusia tiene 3100 ojivas nucleares, mientras que Estados Unidos tiene 5700. De acuerdo con un informe publicado por el Departamento de Estado de EE. UU. en abril de 2009, Rusia tiene 3909 bombas nucleares, mientras que Estados Unidos posee 5576 cabezas nucleares. La Unión Soviética ratificó el Protocolo de Ginebra el 22 de enero de 1975 con reservas. Posteriormente las reservas serían retiradas el 18 de enero de 2001

## Armas nucleares
Arsenal nuclear de Rusia
En enero de 2020 se estimó que Rusia tenía 532 lanzadores estratégicos que pueden transportar alrededor de 2100 ojivas nucleares. En su intercambio de datos del  tratado START III de septiembre de 2019, Rusia informó de 513 lanzadores desplegados con 1426 ojivas nucleares.
Se estima que las Fuerzas de Cohetes Estratégicos tenían hasta 320 sistemas de misiles operativos que incluyen misiles que pueden transportar hasta 1181 ojivas. Entre ellos se incluyen 46 misiles R-36M2, 45 sistemas Topol  móviles por carretera, 60 sistemas Topol-M  basados en silos y 18 móviles por carretera, y 149 misiles RS-24.
Doctrina de guerra nuclear limitada
De acuerdo con una doctrina militar de Rusia declarada en 2003, las armas nucleares tácticas de las Fuerzas de Disuasión Estratégicas se podrían utilizar para "evitar presión política en contra de Rusia y sus aliados (Armenia, Bielorrusia, Serbia, Kazajstán, Kirguistán y Tayikistán)." Por lo tanto, la dirigencia rusa "esta oficialmente contemplando una guerra nuclear limitada".
Proliferación nuclear
Después de la Guerra de Corea, la Unión Soviética transfirió tecnología nuclear y armas a la República Popular de China como un adversario de los Estados Unidos y de la OTAN. De acuerdo con Ion Mihai Pacepa, "el proceso de Khrushchev de proliferación nuclear comenzó con la China comunista en abril de 1955, cuando el nuevo gobernante en el Kremlin dio su consentimiento para el suministro a Pekín de una muestra de la bomba atómica y para ayudar con su producción en masa. Posteriormente, la Unión Soviética hizo todo lo esencial de la nueva industria nuclear militar de China.
Rusia es uno de los cinco "Estados con armas nucleares" (NWS) con el Tratado de No Proliferación Nuclear (TNP), que Rusia ratificó (como la Unión Soviética) en 1968.
Tras la disolución de la Unión Soviética en 1991, un número de ojivas nucleares de la era soviética se mantuvo en los territorios de Bielorrusia, Ucrania y Kazajistán. Bajo los términos del Protocolo de Lisboa en el TNP, y después del Acuerdo de Cooperación Trilateral de 1995 entre Rusia, Bielorrusia, y los Estados Unidos, estas fueron trasladadas a Rusia, dejando a Rusia como el heredero único del arsenal nuclear soviético. Se estima que en la ex Unión Soviética había aproximadamente 39 000 armas nucleares almacenadas en el momento de su colapso.

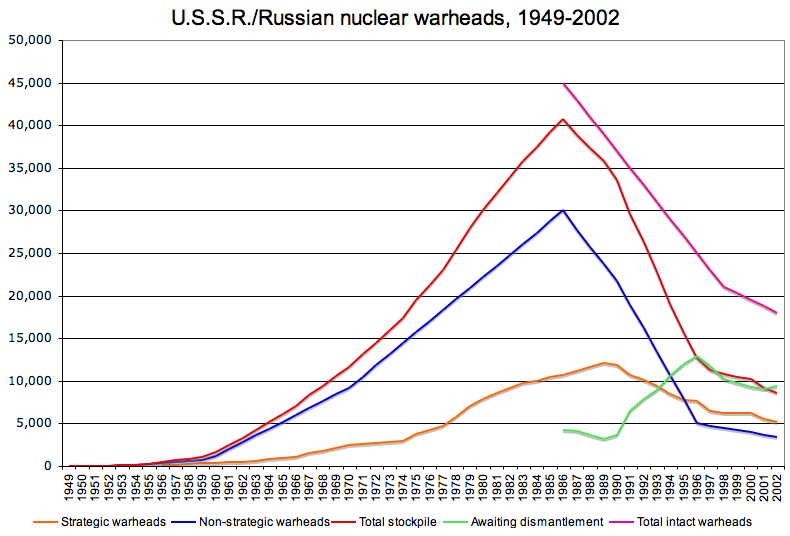
Reservas de ojivas nucleares de Rusia/URSS, 1949–2002

El colapso de la Unión Soviética permitió un relajamiento de las relaciones con la OTAN. El temor a un holocausto nuclear disminuyó. En septiembre de 1997, el exsecretario del Consejo de Seguridad ruso Alexander Lebed alegó que 100 armas nucleares "de tamaño maleta" fueron dadas por desaparecidas. Dijo que estaba tratando de hacer un inventario de las armas cuando fue despedido por el presidente Boris Yeltsin en octubre de 1996. En 2005, Sergey Sinchenko, un legislador del Bloque Yulia Timoshenko, dijo que se desconoce el paradero de 250 armas nucleares. Cuando los documentos de la comparación de las armas nucleares transferidas de Ucrania a las armas recibidas en Rusia, había una diferencia de 250 armas. De hecho, varios políticos de los EE. UU. han expresado su preocupación y prometieron una legislación frente a la amenaza.
En 2002, los Estados Unidos y Rusia acordaron reducir sus existencias a no más de 2200 cabezas cada uno en el tratado SORT. En 2003, EE. UU. rechazó las propuestas de Rusia para reducir aún más los arsenales nucleares de cada nación a 1500. Rusia, a su vez, se negó a discutir la reducción de armas nucleares tácticas.
Rusia está en producción activa y en desarrollo de nuevas armas nucleares. Desde 1997 fabrica Topol-M (ICBM SS-27).
Se denunció que Rusia contribuyó al Programa nuclear de Corea del Norte, vendiendo el equipo para el almacenamiento y transporte seguro de materiales nucleares. Sin embargo, Rusia condenó los ensayos nucleares de Corea.
De acuerdo con el desertor de alto rango del SVR Stanislav Lunev, un hombre de negocios le dijo que él mantiene su propia bomba nuclear en su dacha a las afueras de Moscú.
Acusaciones de sabotaje nuclear
El desertor de más alto rango del GRU Stanislav Lunev describió supuestos planes soviéticos para el uso de armas nucleares tácticas para sabotaje contra los Estados Unidos en caso de guerra. Describió bombas nucleares tamaño maleta de fabricación soviética identificados como AR-115S (o AR-115-01s para armas sumergibles) que pesan entre cincuenta y sesenta libras. Estas bombas portátiles pueden durar muchos años conectados a una fuente eléctrica. "En caso de que haya una pérdida de energía, hay una batería de respaldo. Si la batería está baja, el arma tiene un transmisor que envía un mensaje en clave - ya sea por satélite o directamente a un puesto del GRU en una embajada o consulado de Rusia.
Lunev estuvo personalmente en busca de escondites para los depósitos de las armas en la zona del valle de Shenandoah. Dijo que "es sorprendentemente fácil el contrabando de armas nucleares a Estados Unidos", ya sea a través de la frontera con México o con el uso de un misil de transporte pequeño que son capaces de pasar sin ser detectados cuando son lanzados desde un avión ruso- El congresista Curt Weldon apoyó las reclamaciones de Lunev, pero "Weldon dijo más tarde que el FBI desacreditaba a Lunev, diciendo que exageraba las cosas. Las investigaciones de las zonas identificadas por Lunev - quien admite que nunca plantaron armas en los EE. UU. - se llevaron a cabo ", pero agentes de seguridad nunca han encontrado depósitos de armas, con o sin armas nucleares portátiles." en los EE. UU.

## Armas biológicas
El programa soviético de armas biológicas fue desarrollado inicialmente por el Ministerio de Defensa soviético (entre 1945 y 1973).
La Unión Soviética firmó el Convenio de Armas Biológicas el 10 de abril de 1972 y lo ratificó el 26 de marzo de 1975. Desde entonces, el programa de armas biológicas se ha ejecutado principalmente por la agencia civil Biopreparat, aunque también se incluyen numerosas instalaciones dependientes del Ministerio soviético de Defensa, Ministerio de Agricultura, Ministerio de la Industria Química, Ministerio de Salud, y la Academia de las Ciencias de Rusia.
Según Ken Alibek, quien fue subdirector de Biopreparat, la agencia soviética de armas biológicas, y que desertó a los EE. UU. en 1992, las armas fueron desarrolladas en laboratorios en zonas aisladas de la Unión Soviética, incluyendo las instalaciones de movilización en Omutininsk, Penza y Pokrov e instalaciones de investigación en Moscú, Stirzhi y Vladímir. Estas armas fueron probadas en varios centros con mayor frecuencia en la Isla Vozrozhdeniya (Vozrozhdeniya) en el Mar de Aral disparando las armas en el aire por encima de monos atados a  postes, los monos serían objeto de seguimiento para determinar los efectos. Según Alibek, aunque el programa de ofensiva soviética terminó oficialmente en 1992, Rusia puede estar todavía involucrado en las actividades prohibidas por la Convención sobre armas biológicas.
En 1993, se publicó la historia sobre la filtración de ántrax en Sverdlovsk, en Rusia. El incidente se produjo cuando las esporas de ántrax fueron liberadas accidentalmente de una instalación militar en la ciudad de Sverdlovsk (antes, y ahora de nuevo, Ekaterimburgo) a 900 km al este de Moscú el 2 de abril de 1979. El brote de la enfermedad dio como resultado 94 personas infectadas, 64 de los cuales murieron en un período de seis semanas.

## Armas químicas
Rusia firmó la Convención sobre Armas Químicas el 13 de enero de 1993 y lo ratificó el 5 de noviembre de 1997. Rusia declaró un arsenal de 40 000 toneladas de armas químicas en 1997.
Rusia cumplió con sus obligaciones del tratado mediante la destrucción del 1 % de sus agentes químicos para la fecha límite de la Convención sobre Armas Químicas en el año 2002, pero solicitó la asistencia técnica y financiera y extensiones en los plazos de 2004 y 2007 debido a los retos ambientales en la eliminación de desechos químicos. Este procedimiento de extensión enunciados en el tratado ha sido utilizado por otros países, incluido Estados Unidos.
Rusia ha construido tres plantas de destrucción de armas químicas: en Gorny, en Kambarka, y en el complejo Maradykovsky. Cuatro instalaciones más aún están en construcción en otros lugares. El teniente general Valery Kapashin reafirmó en 2007 que Rusia cumpliría con sus obligaciones bajo la Convención sobre Armas Químicas de destruir todos sus arsenales de armas químicas en 2012 Sin embargo, los análisis de Estados Unidos han afirmado que ni Rusia ni EE. UU. terminarán las operaciones en esa fecha. El programa de Rusia se financia con fondos rusos, así como con dinero de los  Estados Unidos y otros países.